# Liste der Abgeordneten zum Vorarlberger Landtag (XXII. Gesetzgebungsperiode)
Diese Liste der Abgeordneten zum Vorarlberger Landtag (XXII. Gesetzgebungsperiode) listet alle Abgeordneten des Vorarlberger Landtags während der XXII. Gesetzgebungsperiode auf. Der Landtag amtierte in der XXII. Gesetzgebungsperiode vom 4. November 1974 bis zur Angelobung der Abgeordneten der XIII. Gesetzgebungsperiode am  6. November 1979.
Von den 36 Abgeordneten stellte die Österreichische Volkspartei (ÖVP) nach der Landtagswahl 1974 22 Abgeordnete. 10 Abgeordnete entfielen auf die Sozialdemokratische Partei Österreichs (SPÖ), 4 auf die Freiheitliche Partei Österreichs (FPÖ). Dank der starken Verluste der FPÖ gegenüber der Landtagswahl 1969 stellte die ÖVP nun zwei und die SPÖ einen Abgeordneten mehr als in der Vorgängerperiode, während sich die Klubstärke FPÖ nach dem Verlust von drei Mandaten fast halbierte.

## Funktionen

### Landtagspräsidenten
Gemäß der Landesverfassung fiel der Anspruch auf die Position des Landtagspräsident, sofern die Landtagsfraktionen nicht anders übereinkommen der stimmenstärksten Partei und somit der ÖVP zu. In der ersten Landtagssitzung am 4. November 1974 wurde folglich Martin Purtscher zum neuen Landtagspräsidenten gewählt. In der schriftlich durchgeführten Wahl wurden 36 abgegebenen Stimmen abgegeben, von denen 35 gültig waren. Auf Purtscher entfielen dabei 25 Stimmen, des Weiteren erhielt der bisherige 2. Landtagsvizepräsident Friedrich Heinzle 10 Stimmen. Die Wahl der Vizepräsidenten des Landtags erfolgte am selben Tag gemäß der Landesversammlung unter Einrechnung des Präsidenten nach den Grundsätzen des Verhältniswahlverfahrens, wobei der ÖVP das Vorschlagsrecht für das Amt des 1. Vizepräsidenten und der SPÖ das Vorschlagsrecht für das Amt des 2. Vizepräsidenten zufiel. In der Folge wurde Friedrich Heinzle (ÖVP) mit 35 von 35 gültigen Stimmen zum 1. Landtagsvizepräsidenten gewählt, Elmar Steurer (SPÖ) erhielt bei seiner Wahl zum 2. Landtagsvizepräsidenten 34 von 34 gültigen Stimmen.
Nachdem Steurer per 21. November 1976 aus dem Landtag ausgeschieden war, folgte ihm Hermann Stecher am 15. Dezember 1976 als 2. Landtagsvizepräsident nach.

### Klubobleute
Wie bereits in der Vorgängerperiode wirkte Ignaz Battlogg als Klubobmann des ÖVP-Landtagsklubs weiter. Die Funktion des Stellvertreters übernahm der Abgeordnete Willi Aberer. In der SPÖ hatte Ernst Winder das Amt des Landtagsklubvorsitzenden inne, als sein Stellvertreter wirkte Hermann Stecher. In der FPÖ führte Alfred Eß das Amt des Klubobmanns.

### Abgeordnete
| Name                | Fraktion | Wahlbezirk | Anmerkung                                                                    |
| ------------------- | -------- | ---------- | ---------------------------------------------------------------------------- |
| Aberer Willi        | ÖVP      | Dornbirn   |                                                                              |
| Battlogg Ignaz      | ÖVP      | Bludenz    |                                                                              |
| Berchtold Andreas   | ÖVP      | Feldkirch  |                                                                              |
| Bereuter Heinz      | ÖVP      | Bregenz    | am 13. November 1974 als Nachfolger von Konrad Blank angelobt                |
| Blank Konrad        | ÖVP      | Bregenz    | Mandatsniederlegung am 8. November 1974 nach Wahl in die Landesregierung     |
| Bösch Robert        | FPÖ      | Dornbirn   | Mandatsniederlegung per 1. September 1976                                    |
| Dietrich Günter     | SPÖ      | Feldkirch  |                                                                              |
| Eß Alfred           | FPÖ      | Feldkirch  |                                                                              |
| Falschlunger Karl   | SPÖ      | Bregenz    |                                                                              |
| Feierle Heinz       | ÖVP      | Dornbirn   |                                                                              |
| Fritz Walter        | ÖVP      | Bregenz    |                                                                              |
| Gasser Siegfried    | ÖVP      | Bregenz    | Mandatsniederlegung am 8. November 1974 nach Wahl in die Landesregierung     |
| Gohm Hermann        | ÖVP      | Feldkirch  | am 13. November 1974 als Nachfolger von Rudolf Mandl angelobt                |
| Grabher Hans-Dieter | FPÖ      | Dornbirn   | am 10. September 1976 als Nachfolger für Robert Bösch angelobt               |
| Hagen Hermann       | ÖVP      | Dornbirn   |                                                                              |
| Häfele Arnulf       | SPÖ      | Dornbirn   |                                                                              |
| Heinzle Friedrich   | ÖVP      | Feldkirch  |                                                                              |
| Jäger Bertram       | ÖVP      | Bludenz    |                                                                              |
| Keckeis Günther     | SPÖ      | Feldkirch  |                                                                              |
| Keßler Herbert      | ÖVP      | Feldkirch  |                                                                              |
| Kofler Heinrich     | ÖVP      | Dornbirn   |                                                                              |
| Lanik Franz         | SPÖ      |            |                                                                              |
| Lingg Walter        | ÖVP      | Bregenz    |                                                                              |
| Ludescher Hans      | ÖVP      | Feldkirch  |                                                                              |
| Mader Dietger       | FPÖ      | Bregenz    |                                                                              |
| Mandl Rudolf        | ÖVP      | Feldkirch  | Mandatsniederlegung am 8. November 1974 nach der Wahl in die Landesregierung |
| Alfred Mayer        | ÖVP      | Bludenz    | Mandatsniederlegung am 8. November 1974 nach der Wahl in die Landesregierung |
| Mayer Fritz         | SPÖ      | Bregenz    |                                                                              |
| Moosbrugger Peter   | ÖVP      | Bregenz    |                                                                              |
| Motter Klara        | FPÖ      | Bregenz    | am 22. September 1976 als Nachfolger von Josef Schelling angelobt            |
| Neururer Norbert    | SPÖ      | Bregenz    |                                                                              |
| Purtscher Martin    | ÖVP      | Bludenz    |                                                                              |
| Rauth Arthur        | ÖVP      | Bregenz    |                                                                              |
| Salzgeber Elfriede  | ÖVP      | Bludenz    | am 13. November 1974 als Nachfolgerin von Alfred Mayer angelobt              |
| Schelling Josef     | FPÖ      | Bregenz    | Mandatsniederlegung per 1. September 1976                                    |
| Schönbichler Gerta  | ÖVP      | Feldkirch  |                                                                              |
| Spannring Peter     | SPÖ      | Bludenz    | am 15. Dezember 1976 als Nachfolger von Elmar Steurer angelobt               |
| Stadelmann Alfons   | ÖVP      | Dornbirn   |                                                                              |
| Stecher Hermann     | SPÖ      | Bludenz    |                                                                              |
| Steurer Elmar       | SPÖ      | Bludenz    | Mandatsniederlegung per 21. November 1976                                    |
| Sutterlüty Anton    | ÖVP      | Bregenz    | am 13. November 1974 als Nachfolger von Siegfried Gasser angelobt            |
| Waibel Hubert       | ÖVP      | Bregenz    |                                                                              |
| Winder Ernst        | SPÖ      | Dornbirn   |                                                                              |